# مرحلة تطوير
النسخة البيتا من أي برمجة حاسوبية، هي نسخة تجريبية يتم إطلاقها لجمع الاراء حول برنامج معين أو نظام تشغيلى ما لمعرفة مدى كفاءة هذا النظام أو هذا البرنامج قبل إطلاقه على نطاق واسع.